# Sinagoga ashkenazita di Sarajevo
La sinagoga ashkenazita di Sarajevo (Serbo-Croato: Sinagoga u Sarajevu / Синагога у Сарајеву) è la principale e più grande sinagoga di Sarajevo e si trova sulla sponda meridionale del fiume Miljacka. Costruita nel 1902, rimane l'unica sinagoga funzionante oggi a Sarajevo.

## Storia

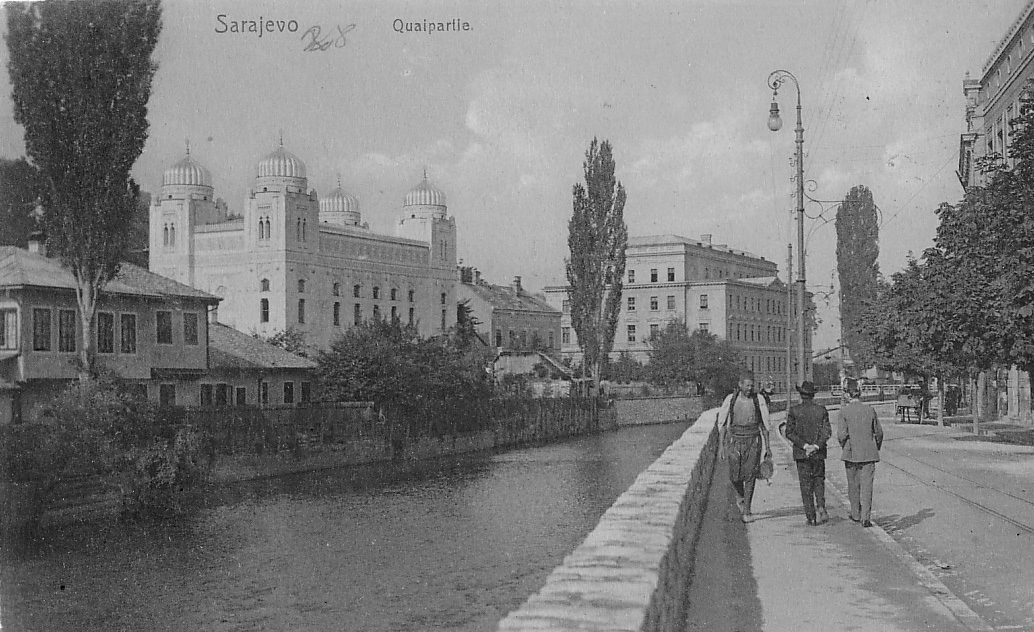
La sinagoga nel 1914

La comunità ebraica, come l'intero paese, era un tempo definita dalla sua unica combinazione tra tradizioni orientali e occidentali. Le comunità ebraiche sefardite ed ashkenazite coesistevano pacificamente con i loro vicini cristiani e musulmani a Sarajevo e altrove in Bosnia ed Erzegovina.
Una sinagoga sefardita (conosciuta anche come Sijavuš-pašina daira o Velika Avlija) è nota per essere stata costruita nel 1581 con la donazione del Beylerbey turco Sijamush Pasha per aiutare i membri poveri della comunità ebraica a Sarajevo. Alla fine del XVI secolo lo spazio che comprendeva la Velika Avlija è stato trasformato nella prima sinagoga. L'edificio fu bruciato sia nel 1679 che nel 1778 e fu ricostruito ogni volta. Ora funge da museo ebraico. Nei pressi vi è il Nuovo Tempio (Novi Hram) che funge da galleria d'arte di proprietà della comunità ebraica di Sarajevo.
Gli ebrei ashkenaziti arrivano a Sarajevo durante l'Impero austro-ungarico alla fine del XIX secolo. La sinagoga di Ashkenazi di Sarajevo è stata progettata da Karel Pařík e costruita nel 1902.
La comunità sefardita costruì la propria sinagoga (Kal Grande) nel 1932, riconosciuta come la più grande e più ornata sinagoga nei Balcani. Essa fu devastata dai nazi-fascisti nel 1941 durante la seconda guerra mondiale, ma la sinagoga ashkenazita è riuscita a sfuggire alla distruzione.
L'Olocausto negli anni '40 e la guerra in Bosnia negli anni '90 lasciarono meno di 5.700 ebrei nell'ex Jugoslavia.

## Architettura
La sinagoga ashkenazita è stata progettata in stile neo-moresco o neo-orientalista, una scelta allora popolare per le sinagoghe dell'impero e tipico della Sarajevo di fine '800.
La sinagoga ha enormi archi con ricche decorazioni riccamente. Il soffitto alto e ornato è evidenziato da una stella a dieci punte.
Oggi la sinagoga è limitata alle gallerie femminili al piano superiore. All'ingresso, una menorah di pietra commemora il 400º anniversario dell'arrivo degli ebrei in Bosnia ed Erzegovina.
L'edificio è stato ristrutturato negli anni 2000.

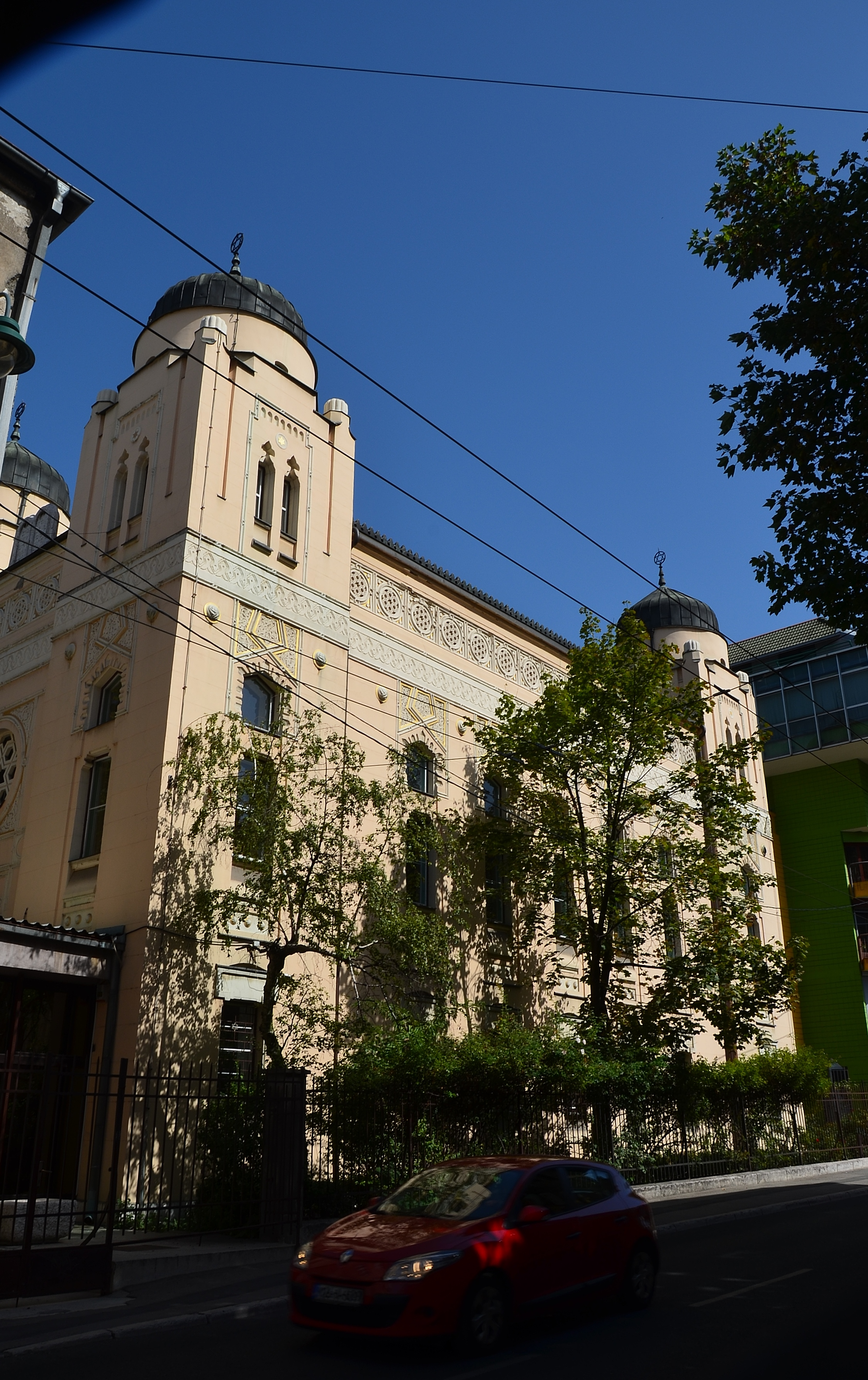
Esterni
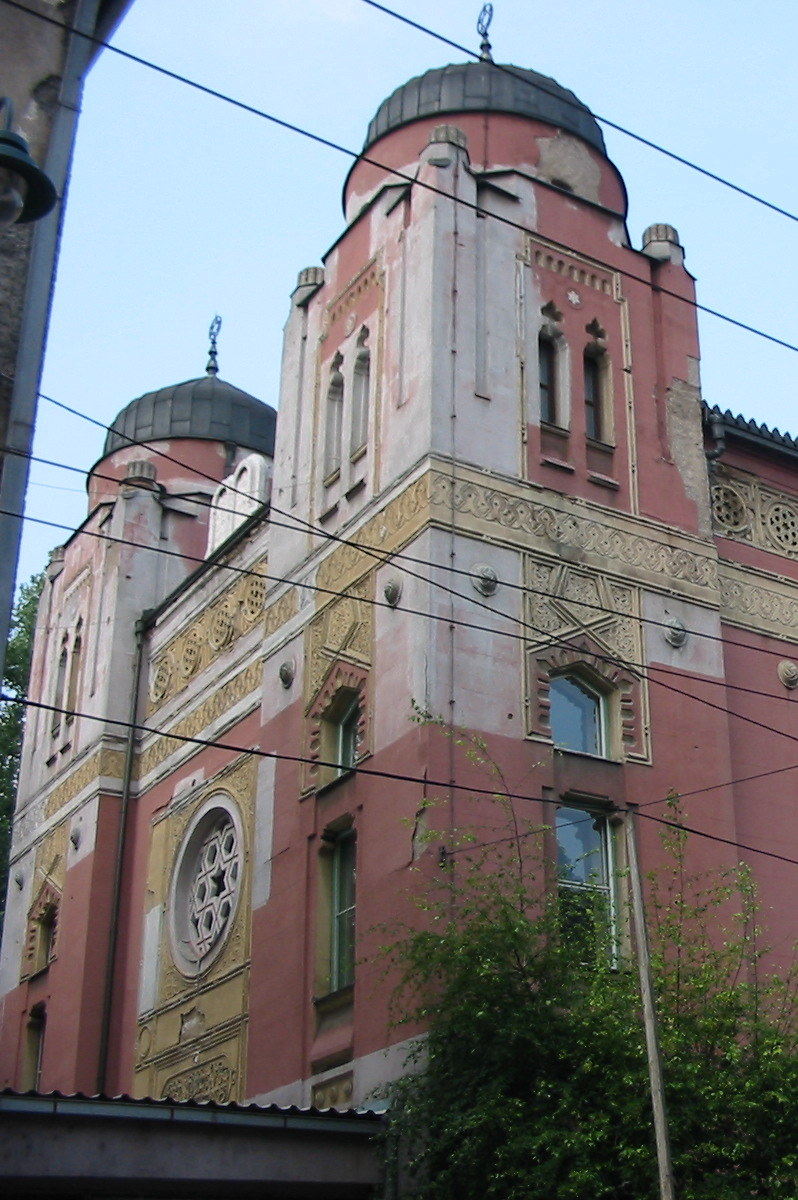
Facciata nel 2003
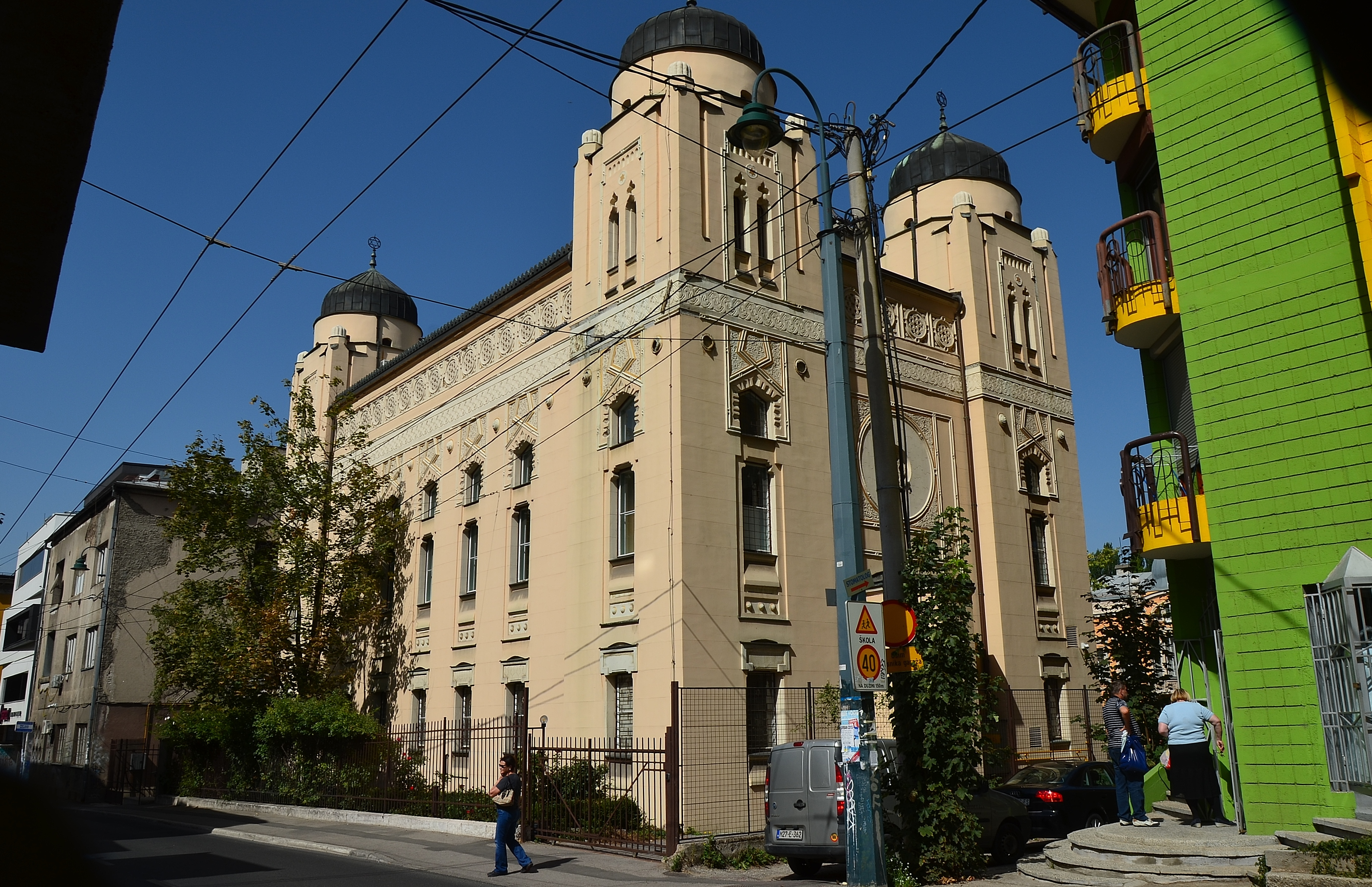
Intero edificio dopo la ristrutturazione